# Селчива
Селчива (рум. Sălciva) — село у повіті Хунедоара в Румунії. Входить до складу комуни Зам.
Село розташоване на відстані 336 км на північний захід від Бухареста, 40 км на захід від Деви, 125 км на південний захід від Клуж-Напоки, 95 км на схід від Тімішоари.

## Населення
За даними перепису населення 2002 року у селі проживали 235 осіб.
Національний склад населення села:
| Національність | Кількість осіб | Відсоток |
| -------------- | -------------- | -------- |
| румуни         | 218            | 92,8%    |
| українці       | 13             | 5,5%     |

Рідною мовою назвали:
| Мова       | Кількість осіб | Відсоток |
| ---------- | -------------- | -------- |
| румунська  | 219            | 93,2%    |
| українська | 13             | 5,5%     |